# Isa Sakamoto
Pour les articles homonymes, voir Sakamoto.
Isa Sakamoto (坂本 一彩, Sakamoto Isa), né le 26 août 2003 à Kumamoto au Japon, est un footballeur japonais qui joue au poste d'avant-centre au KVC Westerlo.

## Biographie

### En club
Né à Kumamoto au Japon, Isa Sakamoto est formé par le Gamba Osaka. Il fait ses débuts en équipe première le 2 mars 2022, lors d'un match de coupe de la Ligue japonaise contre l'Oita Trinita. Il est titularisé et les deux équipes se neutralisent (2-2 score final).
Il joue sa première rencontre de J1 League, la première division japonaise, le 6 avril 2022 contre le Kyoto Purple Sanga. Il entre en jeu à la place d'Hiroto Yamami (en) et les deux équipes se séparent sur un match nul (1-1).
En janvier 2023, Isa Sakamoto rejoint le Fagiano Okayama sous la forme d'un prêt d'une saison. Le transfert est annoncé le 28 décembre 2022.
Sakamoto se fait remarquer dès son premier match pour le club en marquant son premier but, le 18 février 2023, lors de la première journée de la saison 2023 de J2 League face au Júbilo Iwata. Il est titularisé et participe à la victoire de son équipe par trois buts à deux.
Le 29 décembre 2023, le Gamba Osaka annonce le retour de Sakamoto au club pour la saison à venir.
Le 12 janvier 2025, il signe un prêt jusqu’à la fin de la saison au KVC Westerlo au sein du championnat Belge.

### En sélection
Isa Sakamoto représente l'équipe du Japon des moins 20 ans avec laquelle il participe à la coupe d'Asie des moins de 20 ans en 2023, où il s'illustre en marquant deux buts en cinq matchs. Il est également retenu pour participer à la coupe du monde des moins de 20 ans en 2023. Il joue deux matchs lors de cette compétition et marque un but lors du troisième match de groupe contre Israël (défaite 1-2 des Japonais). Avec un bilan de deux défaites et une victoire, le Japon est éliminé dès la phase de groupe.